# آیسن (شیلی)
آیسن (به اسپانیایی: Aysén) یک شهرستان در شیلی است که در استان آیسن واقع شده‌است. آیسن ۲۹٬۹۷۰٫۴ کیلومتر مربع مساحت و ۲۲٬۴۲۱ نفر جمعیت دارد و ۸ متر بالاتر از سطح دریا واقع شده‌است.